# Seleção Libanesa de Futebol Feminino
A Seleção Libanesa de Futebol Feminino representa o Líbano nas competições de futebol feminino da FIFA.